# Luis José Marcano
Luis José Marcano Salazar (Barcelona, estado Anzoátegui; 31 de mayo de 1984) es un político y periodista venezolano militante del Partido Socialista Unido de Venezuela (PSUV). Es el actual gobernador del estado Anzoátegui, habiendo ejercido previamente como alcalde del municipio Simón Bolívar -del mismo estado- durante el periodo 2017-2020.
Marcano también ha sido diputado ante la Asamblea Nacional de Venezuela (2020-2021) e igual función ante la Asamblea Nacional Constituyente (2017), como ministro del Poder Popular para la Comunicación y la Información en el año 2016, y como presidente del canal de televisión, Venezolana de Televisión durante el 2015 al 2017.

## Biografía
En Venezolana de Televisión (VTV) trabajó como reportero, conductor y gerente entre los años 2009 y 2015. Ese año pasó a desempeñarse como presidente de esa televisora. Al año siguiente fue designado como Ministerio del Poder Popular para la Comunicación y la Información y en 2017 ocupó el cargo de Diputado Constituyente por Anzoátegui y Vicepresidente de la Comisión de Comunicación e Información de la Asamblea Nacional Constituyente.
A nivel político es miembro del Partido Socialista Unido de Venezuela (PSUV) desde su fundación en el año 2007 y coordinador del PSUV en el Estado Anzoátegui en el período 2018-2019. Asimismo, desde febrero de 2020 se desempeña como Vicepresidente de Asuntos Municipales de la Dirección Nacional.
En 2017 fue elegido miembro de la Asamblea Nacional Constituyente, cargo del que se apartó para ser alcalde de Barcelona, ciudad capital del municipio de Simón Bolívar (estado de Anzoátegui) en diciembre de ese año. Marcano fue designado como protector estatal de Anzoátegui en 2021, sustituyendo a Aristóbulo Iztúriz. Posteriormente es electo como gobernador del estado con 213 511 votos (45.98%) en las elecciones regionales de Venezuela de ese año.
Está casado con Marcia Moreno, la actual primera dama del Estado.